# Бельно-сюр-Сен
Бельно́-сюр-Сен (фр. Bellenod-sur-Seine) — коммуна во Франции, находится в регионе Бургундия. Департамент коммуны — Кот-д’Ор. Входит в состав кантона Энье-ле-Дюк. Округ коммуны — Монбар.
Код INSEE коммуны — 21061.

## Население
Население коммуны на 2010 год составляло 78 человек.
| 1962 | 1968 | 1975 | 1982 | 1990 | 1999 | 2010 |
| ---- | ---- | ---- | ---- | ---- | ---- | ---- |
| 110  | 128  | 109  | 115  | 90   | 78   | 78   |

## Экономика
В 2010 году среди 46 человек трудоспособного возраста (15—64 лет) 42 были экономически активными, 4 — неактивными (показатель активности — 91,3 %, в 1999 году было 66,7 %). Из 42 активных жителей работали 41 человек (23 мужчины и 18 женщин), безработной была 1 женщина. Среди 4 неактивных 3 человека были учениками или студентами, 0 — пенсионерами, 1 был неактивным по другим причинам.